# Antiblemma anyx
Antiblemma anyx là một loài bướm đêm trong họ Erebidae.